# Prati (Vezzano Ligure)
Prati è una frazione di Vezzano Ligure, in Provincia della Spezia e al confine con i comuni della Spezia e Arcola.
La recente crescita della frazione ha contribuito all'insediamento di alcuni uffici comunali e della stazione della Polizia Municipale, prima situati nel centro di Vezzano Ligure.

## Monumenti e luoghi d'interesse

### Santuario della Madonna del Molinello
Santuario di Nostra Signora del Molinello del XVIII secolo; situato ai Prati di Vezzano in località Molinello. 
L'edificio di culto si presenta a navata unica. Al centro dell'altare maggiore campeggia la statua lignea della Madonna del Molinello. L'altare di sinistra è la cappella che ricorda la memoria storica dell'apparizione della Vergine a Caterina del Rosso il 3 giugno 1523. 
Sulla destra, la cappella dedicata al cuore di Gesù. 
Tra le opere presenti in chiesa,un ovale con Sant'Anna e una tela donata il 20 maggio 2014 che rappresenta la Madonna del Pozzo.

## Eventi
- Festa della Madonna del Molinello (la prima domenica di Giugno).

## Infrastrutture e trasporti

### Ferrovie
A Prati ha sede la stazione di Vezzano Ligure  situata sulle linee Genova - Roma (Tirrenica) e Parma - La Spezia (Pontremolese).

### Strade
Prati è attraversata dalla  S.P.1 /S.S.1 Aurelia  ma è anche raggiungibile tramite il casello di Vezzano Ligure lungo la bretella autostradale cittadina Santo Stefano – La Spezia, (raccordo Autostrada A15).

### Trasporto pubblico
Prati è raggiunta dalle linee ATC:
- 11 Le Grazie - Vezzano FS/Sarciara
- P Portovenere – Sarzana (Casano)
- Linea Vezzano Alto (Via Fornola)

## Ecologia
Prati ha da diversi anni attuato nel proprio territorio la raccolta differenziata, ma non la raccolta differenziata porta a porta come oramai in funzione dal 2005 nelle frazioni di Sarciara, Vezzano Basso e Vezzano Alto.
In località Saliceti, al confine col Comune della Spezia, ospita un impianto di Trattamento Meccanico Biologico che tratta 20.000 tonnellate/anno di rifiuti indifferenziati, provenienti dalla Provincia della Spezia e che chiudono il ciclo dei rifiuti locale. Nel 2026 ad esso si aggiungerà un ulteriore biodigestore per il trattamento di 60.000 tonnellate/anno di rifiuti, di cui la metà dalla Provincia della Spezia e gli altri provenienti dal Tigullio, gestito da Recos, controllata del Gruppo Iren, per un investimento di 69 milioni di euro, di cui 40 da fondi del Piano nazionale di ripresa e resilienza. Il secondo impianto riceve la frazione organica dei rifiuti urbani e quella verde (sfalci e potature). Il trattamento prevede una fase anaerobica, cioè al chiuso e in assenza di ossigeno, che consente di produrre oltre 6 milioni di metri cubi/anno di biometano, che sarà immesso nella normale rete di distribuzione gas e destinato all’autotrazione, oltre a 30.000 tonnellate/anno di compost che verrà utilizzato in agricoltura e nella vivaistica come biofertilizzante. Il progetto iniziale prevedeva un trattamento di complessive 20.000 tonnellate/anno da effettuarsi in località Boscalino (nel Comune di Arcola, vicino alla centrale ENEL), poi aumentate a 90.000. La distanza di alcuni chilometri dalle aree di captazione di Fornola e Battifollo esclude rischi di contaminazione delle acque dell'acquedotto spezzino, non essendo previsto alcuno scarico di percolati o di acque di processo in acque superficiali o in ambiente: le poche acque di processo sono ricircolate in impianto e smaltite, tramite rete fognaria o conferimento presso impianti di trattamento. Nell'aprile 2024 la Commissione petizioni del Parlamento europeo ha mantenuto attiva la raccolta di firme su quest'impianto.

## Sport
Ha sede a Prati di Vezzano (Sarciara) la Polisportiva Prati-Fornola, nella quale vengono praticate diverse discipline agonistiche (in particolare Pattinaggio, Arti marziali, Tennistavolo).